# Il mondo perduto (Stanton Coblentz)
Il mondo perduto (When the Birds Fly South) è un romanzo di fantascienza di Stanton A. Coblentz del 1945, del filone del mondo perduto.
Fu tradotto in italiano nel 1981 da Anna Rita Guarnieri per Libra editrice nella collana Slan. Il meglio della fantascienza.

## Trama
Un uomo di nome Dan Prescott si perde per via di una tempesta. I suoi compagni dopo averlo cercato perdono la speranza e e se ne vanno credendolo morto. Ma l'uomo in realtà è stato salvato da una tribù e viene portato in una strana insenatura rocciosa che somiglia molto al volto di una donna. Ben presto Prescott si accorge che questi indigeni hanno un istinto misterioso che li fa migrare per poi tornare nel solito posto in primavera.
Prescott vive una storia d'amore strana come le montagne e il volto di pietra dell'antichità del luogo; alla fine si ritroverà a fare la scelta più difficile che abbia mai dovuto fare, decidere se tornare alla sua città oppure restare con gli indigeni e vivere nella foresta per sempre.